# Visha Kanya
Visha Kanya (sanscrită विष कन्या; în traducere: Domnișoare otrăvite) erau femei tinere, care se presupune că erau folosite ca asasini, adesea împotriva dușmanilor puternici, în vremurile Indiei Antice . Sângele și fluidele lor corporale au fost presupuse otrăvitoare pentru alți oameni, așa cum a fost menționat în tratatul indian antic despre navele de stat, Arthashastra, scris de Chanakya, un consilier și un prim-ministru al primului împărat Maurya Chandragupta (c. 340–293 Î.Hr.) .

## În literatură
Un text de mitologie hindusă, "Kalki Purana", menționează că poate ucide o persoană doar uitându-se la ei și vorbește despre o Visha Kanya pe nume Sulochana, soția unei Gandharva, Chitragreeva. [3]
Cu toate acestea, în timp, „damsel-ul otravă” a trecut în folclor, a devenit un arhetip explorat de mulți scriitori, rezultând un personaj literar popular care apare în numeroase lucrări, inclusiv texte clasice sanscrite precum Sukasaptati .

## Istoria
"Domnisoara Otravita" este o figură literară care apare în literatura sanscrită ca un tip de asasin folosit de regi pentru a distruge dușmanii. Povestea spune că fetele tinere au fost crescute pe o dietă atent pregătită de otravă și antidot de la o vârstă fragedă, o practică numită mitridatism. Deși mulți nu au supraviețuit, cei care au făcut-o au fost imuni la alte otrăvuri și fluidele corpului lor ar fi otrăvitoare pentru alții; contactul sexual ar fi astfel letal pentru alți oameni. Există, de asemenea, un mit care spune că o Visha Kanya poate provoca moartea instantaneu doar cu o atingere.
Potrivit lui Kaushik Roy, Visha Kanyas și-ar ucide țintele seducându-le și dându-le alcool otrăvit.
Unele surse sanscrite povestesc că un Visha Kanya a fost trimis de către ministrul Nandei, Amatyarakshasa, pentru a-l ucide pe Chandragupta Maurya, iar Chanakya i-a deviat pentru a-l ucide pe Parvatak.
Potrivit surselor istorice indiene, Vish Kanya au fost folosite de fondatorul dinastiei Nanda, Mahapadma Nanda, pentru a ucide pe ultimul conducător al dinastiei Shishunaga Kalashoka, ambele aparținând regatului Magadha puternic.

## Tratamente contemporane ale temei
Visha Kanya a fost o temă populară în literatura și folclorul indian și, în afară de apariția în textele clasice sanscrite, a apărut în mod repetat în diferite lucrări precum Vishkanya de Shivani și Ek Aur Vish Kanya? de Om Prakash Sharma, care îl folosește pe Visha Kanya ca arhetip în poveștile lor - o fată frumoasă care ucide când vine prea aproape. Mai recent, arhetipul a luat o nouă nuanță în era HIV / SIDA, de exemplu în Vishkanya, un roman din 2007, bazat pe epidemia de SIDA în societate. Visha Kanya au fost, de asemenea, înfățișate ca personaje importante în cartea „Chantul lui Chanakya”. În 2009, Vibha Rahi, o femeie cu caste inferioare, a scris o autobiografie „Vishkanya: Untold Secrets” în Marathi, în care prezintă modul în care femeile cu caste superioare întrețin relații intime cu persoane de casă inferioară de înaltă înțelegere și le distrug familiile și relațiile sociale. 
De-a lungul anilor, s-au realizat multe filme hindi pe această temă. Primul film, Visha Kanya, a fost realizat în 1943, în care a jucat Leela Mishra , și mai recent, Vishkanya (1991), cu Pooja Bedi în rolul principal.  Vishkanya Ek Anokhi Prem Kahani este o serie de telenovele care a fost difuzată pe Zee TV; a jucat Aishwarya Khare în rolul principal Aparajita Ghosh, o Visha Kanya.
În povestea Beeshkanya, Sharadindu Bandyopadhyay a scris despre o fată care trebuia să fie Vishkanya și a fost trimisă la Magadha pentru a detroniza dinastia Shaishunaga.
În "The Real Life of Sebastian Knight", autorul Nabokov își tratează aventurile cu Irina Guadanini prin aluzii la mitul domniței de otravă. În romanul din 2015, "The Entropy of Bones" de Ayize Jama-Everett, personajul principal luptă un grup de Visha Kanya. Trupul apare și într-un set de povești ale lui Nathaniel Hawthorne.

## Vezi si
- Femme fatale

- "Fiica lui Rappaccini"

- Nāga